# Skaupsjøen
El Skaupsjøen es un lago de los municipios de Eidfjord (Vestland) y Nore og Uvdal (Buskerud), Noruega. Se ubica en la zona norte del parque nacional Hardangervidda en la meseta de Hardangervidda. El lago alimenta al río Skaupa, que desemboca en el lago Halnefjorden en el noreste. La ruta nacional noruega 7 pasa 5 km al noroeste del lago.